# 27706 Strogen
27706 Strogen (1985 TM3) là một tiểu hành tinh vành đai chính được phát hiện ngày 11 tháng 10 năm 1985 bởi C. S. Shoemaker và E. M. Shoemaker ở Palomar.